# Subviragem

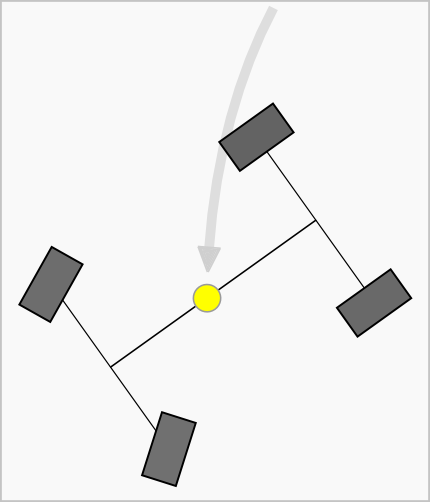
Exemplo de subviragem radical.

## Definição
Subesterço (português brasileiro) ou subviragem (português europeu) (em inglês é conhecido como understeering, pushing ou plowing) é um efeito no qual um automóvel ao curvar, descreve um arco de circunferência no solo de raio significativamente maior que o raio deduzido da posição das suas rodas - raio correspondente ao centro próprio de viragem do veículo. Mais concretamente as rodas dianteiras não seguem o caminho imposto pelo condutor, seguindo em vez disso, uma trajetória mais retilínea.

## Subviragem radical
Menos comum que a sobreviragem radical mas igualmente perigosa quando desencadeada acidentalmente é a subviragem radical ou subviragem crítica. Tipicamente acontece quando um veículo em asfalto escorregadio (devido a neve, areia, etc) tenta percorrer uma curva a uma velocidade, que pode ou não ser elevada, as rodas da frente perdem aderência e tendem a seguir em frente enquanto a traseira curva ligeiramente. Quanto maior for o rácio da distribuição do peso da parte traseira para a dianteira do automóvel maior é o risco do veículo entrar em subviragem crítica.

## Factores de influência
Tal como na sobreviragem a tendência de um automóvel para subvirar é afetada por vários factores como a tração mecânica, a aerodinâmica, o sistema de suspensão e o controlo do condutor. 